# گی (اکلاهما)
گی (به انگلیسی: Gay) یک منطقهٔ مسکونی در ایالات متحده آمریکا است که در اکلاهما واقع شده‌است.